# Часник ведмежий
Часник ведмежий (більше відомий під назвою черемша́), цибу́ля ведме́жа (Allium ursinum) — багаторічна трав'яниста рослина родини цибулевих, відома також під народними назвами левурда, леверда, ди́кий часни́к, колба. Росте на більшій частині Європи. Рідкісний вид, занесений до Червоної книги України та кількох інших сусідніх країн (Білорусь, Литва тощо). Харчова, лікарська, медодайна та декоративна культура.

## Опис

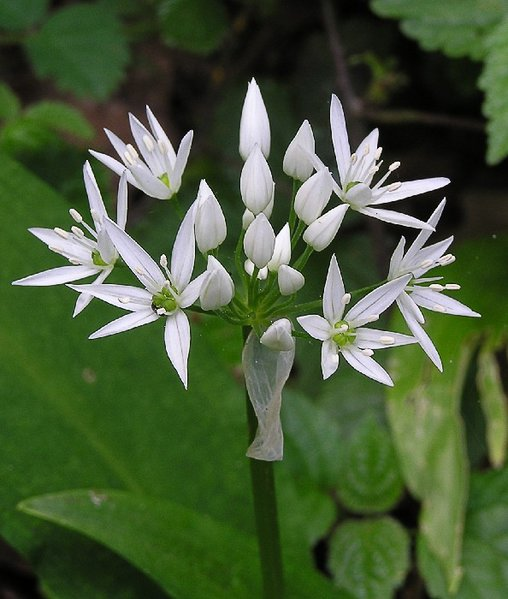
Квітки цибулі ведмежої

Трав'яниста рослина з довгастою цибулиною (2–5 см завдовжки), що складається з білуватих напівпрозорих лусок. Стебло висхідне, нерозгалужене, безлисте, тригранне або циліндричне, зверху кутасте, 15–40 см заввишки, за довжиною перевищує листя, рідше однакової з ним довжини, в підземній частині обгорнуте піхвами листків.
Листків 2, рідко 1 або 3, вони прикореневі, пласкі, цілокраї, довгасті, еліптично-ланцетні, на верхівці загострені, при основі раптово звужені в черешок, який дорівнює пластинці або довший за неї. Довгасто-ланцетна пластинка листка, шириною в 3—5 сантиметрів, поступово звужується в черешок. Ця ознака відрізняє ведмежу цибулю від цибулі звичайної з дудчастим листям — пір'ям. Листки своєю верхньою блідішою стороною обернені до ґрунту і мають між поздовжніми жилками численні косо спрямовані сполучні жилки. Черешки листків завдовжки майже дорівнюють листковим пластинкам.
Суцвіття — небагатоквітковий, зверху плаский зонтик з опадним покривалом, що складається з двох-трьох листочків, які завдовжки дорівнюють зонтику. Квітки правильні, оцвітина проста, шестичленна, роздільнопелюсткова, листочки оцвітини білі, 9–12 мм завдовжки. Тичинок шість, маточка одна з верхньою зав'яззю.
Плід — коробочка з трьома глибокими рівчачками.

## Хімічний склад
Усі частини рослини містять ефірну олію з часниковим запахом, вміст якої сягає до 0,07 %. Також у цибулі ведмежій міститься аскорбінова кислота(у листі 750 мг%, у цибулинах — до 100 мг%), лізоцим. До складу ефірної олії входять алілсульфіди, алілполісульфіди, пінеколінова кислота, аліїн.

## Екологія та поширення

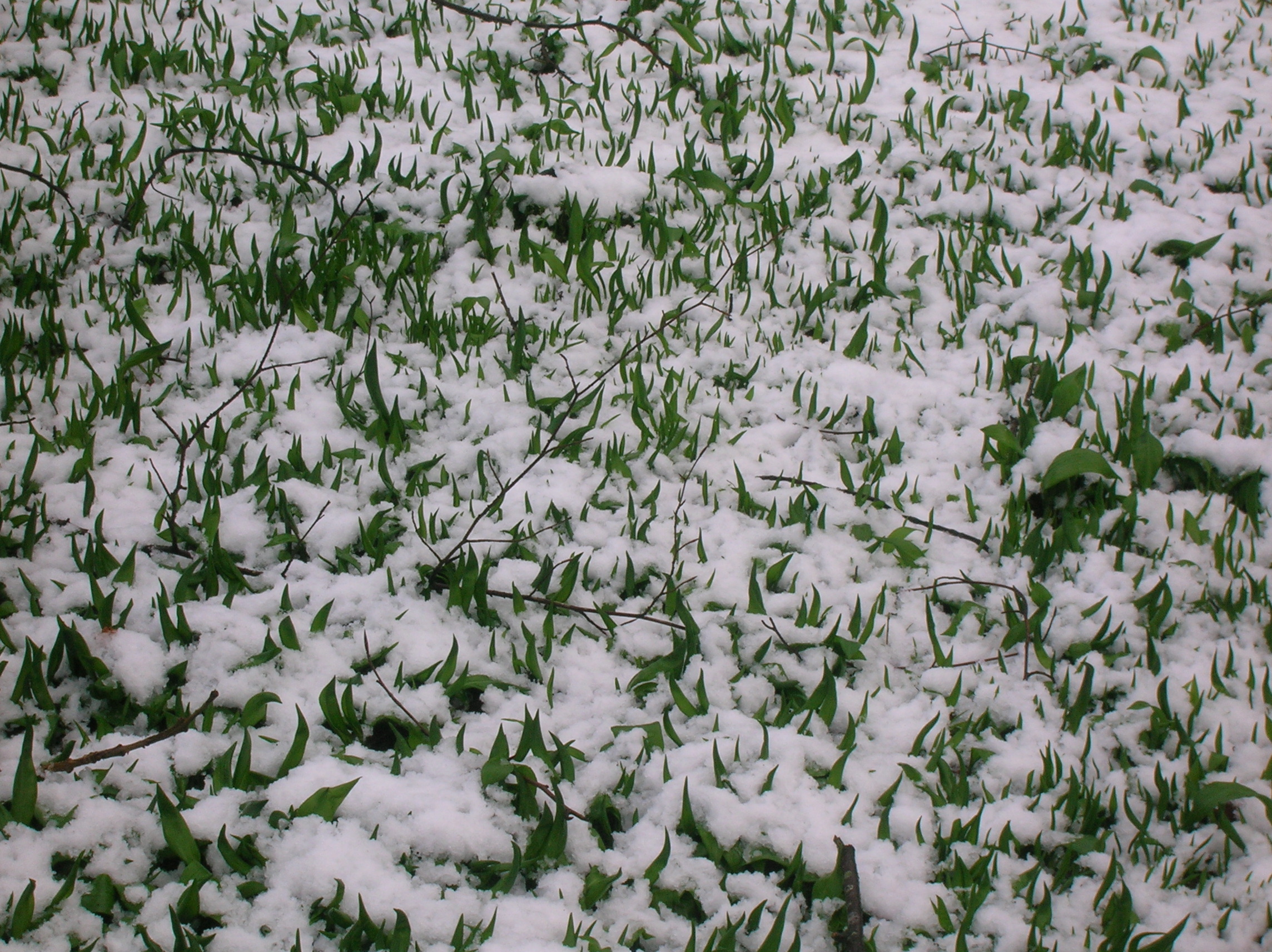
Черемша в снігу (Шотландія)

Росте на більшій частині Європи. Від Шотландії і Норвегії на півночі, до Греції і Сицилії на півдні. Від Іспанії на заході, до Кавказу на сході, зрідка зустрічається в Туреччині. В Росії (європейська частина і Кавказ) поширена мало.
Холодостійка, тіньолюбна рослина, зростає в листяних і мішаних лісах. Перед дозріванням насіння стебло виростає в довжину і потім падає на землю. Насінини, що випали з плодів, розносять мурахи.
Поширена на Поліссі, в Лісостепу, північно-східній частині Степу, в Карпатах.

## Охоронний статус

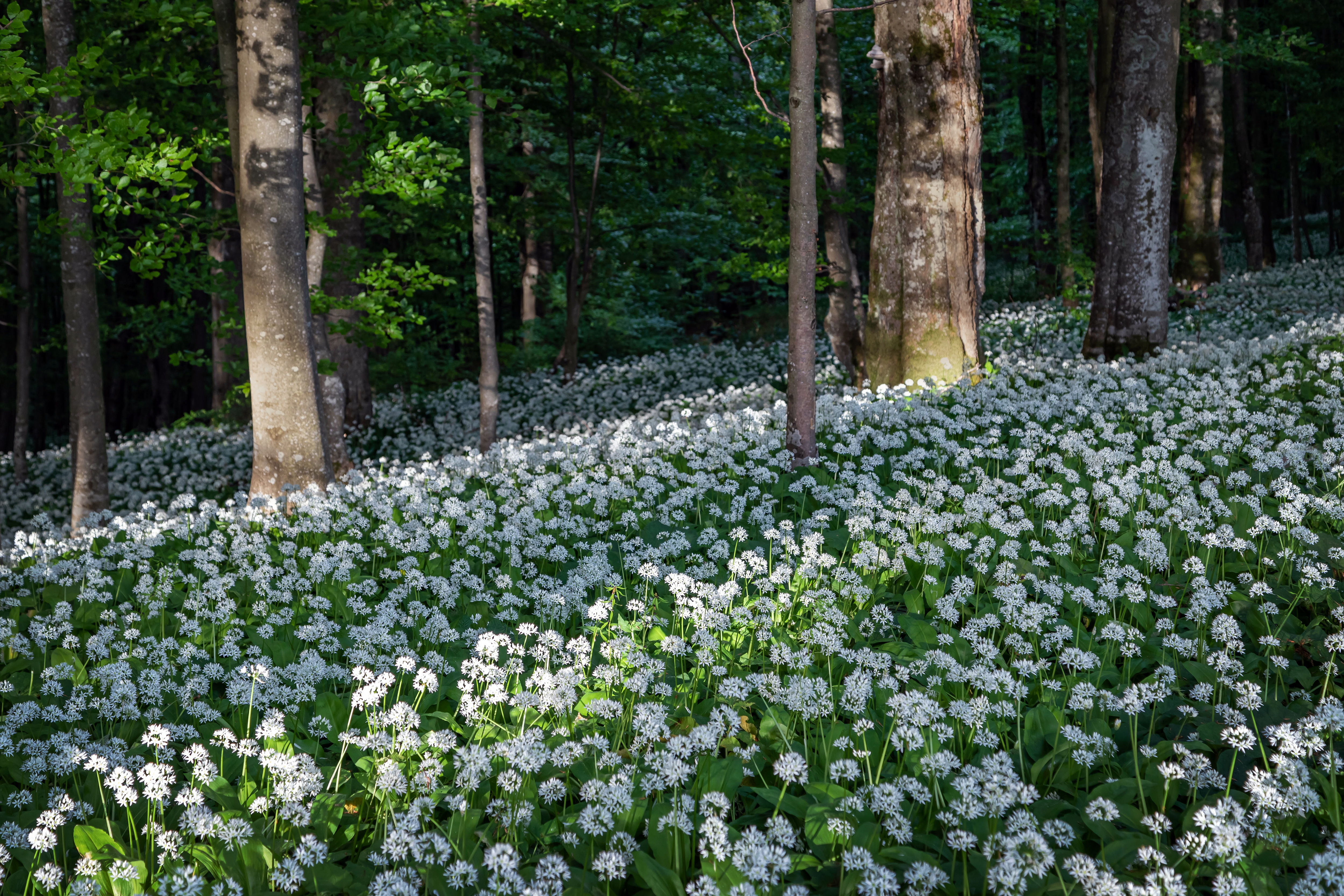
Квітування цибулі ведмежої в Либохорівському заказнику

Занесено до Червоної книги України. Природоохоронний статус виду: неоцінений. Причини зміни чисельності: збирання рослин як лікарської та харчової сировини, осушувальна меліорація, вирубування лісів.
Також охороняється в декількох європейських областях Росії, а також у Білорусі, Латвії і Литві.

## Застосування
Лікарська, харчова, фітонцидна, медодайна рослина. Траву (стебла і листя) збирають у травні, а цибулини — після дозрівання насіння.

### У харчуванні
Молоді листки містять вітамін С, їх вживають в їжу навесні як овоч чи приправу до різних страв, салатів тощо.
Цибулю заготовляють, заквашуючи розрубаною на дрібні шматочки в банках і діжках, як капусту, рідше засушують. Для засушування листя ріжуть на шматочки в 1 см довжиною, а цибулини — на чотири частини або кружальцями.
Останнім часом і в Україні все частіше можна побачити її у продажу.
Як і всі види цибулі, черемша має фітонцидні властивості: пари розтертої цибулі вбивають хвороботворні бактерії і навіть туберкульозну паличку.
Усі види цибулі добре поїдаються тваринами, але ефірна олія з часниковим запахом, що міститься в рослинах, надає молочним продуктам неприємного присмаку, часникового запаху й червонуватого забарвлення.
Цибуля ведмежа — добрий медодай, бджоли завзято відвідують її квітки, збирають нектар.

### У медицині
У народній медицині використовують цибулини (Bulbus Allii ursini), які містять ефірні олії, глікозиди. Цибулини використовують для лікування гінекологічних хвороб, гнійних ран, трофічних виразок і пролежнів.
Цибуля ведмежа стимулює виділення шлункового соку і жовчі, посилює перистальтику кишок, знищує анормальну і сприяє розвитку нормальної кишкової флори, згубно діє на гостриків, розширює кровоносні судини, знижує кров'яний тиск, збільшує амплітуду і сповільнює ритм серцевих скорочень, сприяє розрідженню густого харкотиння при бронхіті, виявляє фітонцидну діяльність.
Також ведмежу цибулю використовують при порушенні травлення, проносі, відсутності апетиту, при гастриті та ентериті (особливо інфекційного походження), при гіпертонії, артеріосклерозі. Має антицинготну і глистогінну дію. Зовнішньо застосовують для натирання болючих місць при ревматизмі. Як «кровоочисний» засіб її вживають при фурункулах і висипі на шкірі. При зовнішньому застосуванні рослини спостерігається протистоцидний, бактерицидний, фунгіцидний, болетамувальний, протисверблячий, протисеборейний, кератолітичний і депігментаційний ефект.
Розтерті на кашку цибулини використовують для лікування гнійних ран, мікозів, трихомонадних кольпітів, корости і гніздової плішивості, для стимулювання росту волосся, для інгаляцій з метою профілактики грипу та для виганяння гостриків (вводять з водою в клізмах).
Здатність підвищувати апетит і збуджувати діяльність шлунково-кишкового тракту має і маринована цибуля.

### Лікарські форми і застосування
ВНУТРІШНЬО — листя або цибулини в салатах по 5—10 г на день; настій (1 чайну ложку подрібненої на кашку цибулини настоюють 1 годину на 400 мл холодної кип'яченої води) по півсклянки 3 рази на день до їжі; 10 потовчених цибулин змішують з 500 мл кислого молока і приймають по 1 столовій ложці 3—4 рази на день після їди. 

ЗОВНІШНЬО — аплікації на ділянки ураження; інгаляції (кашку з цибулин вводять у ніздрі з ватним тампоном); клізми (1 потовчену цибулину заливають склянкою окропу, настоюють до охолодження, проціджують); тампони (потовчену цибулину загортають у марлю розміром 10×10 см, зав'язують і вводять у піхву на 4–6 годин щодня зранку і ввечері).

## Цікавий факт
У німецькому місті Ебербах щорічно проводять захід під назвою «Eberbacher Bärlauchtage» (дослівно: Ебербаські дні черемші або Ебербаський фестиваль черемші), присвячений черемші, яка дуже поширена в регіоні, і її використанні в кулінарії.

## Галерея

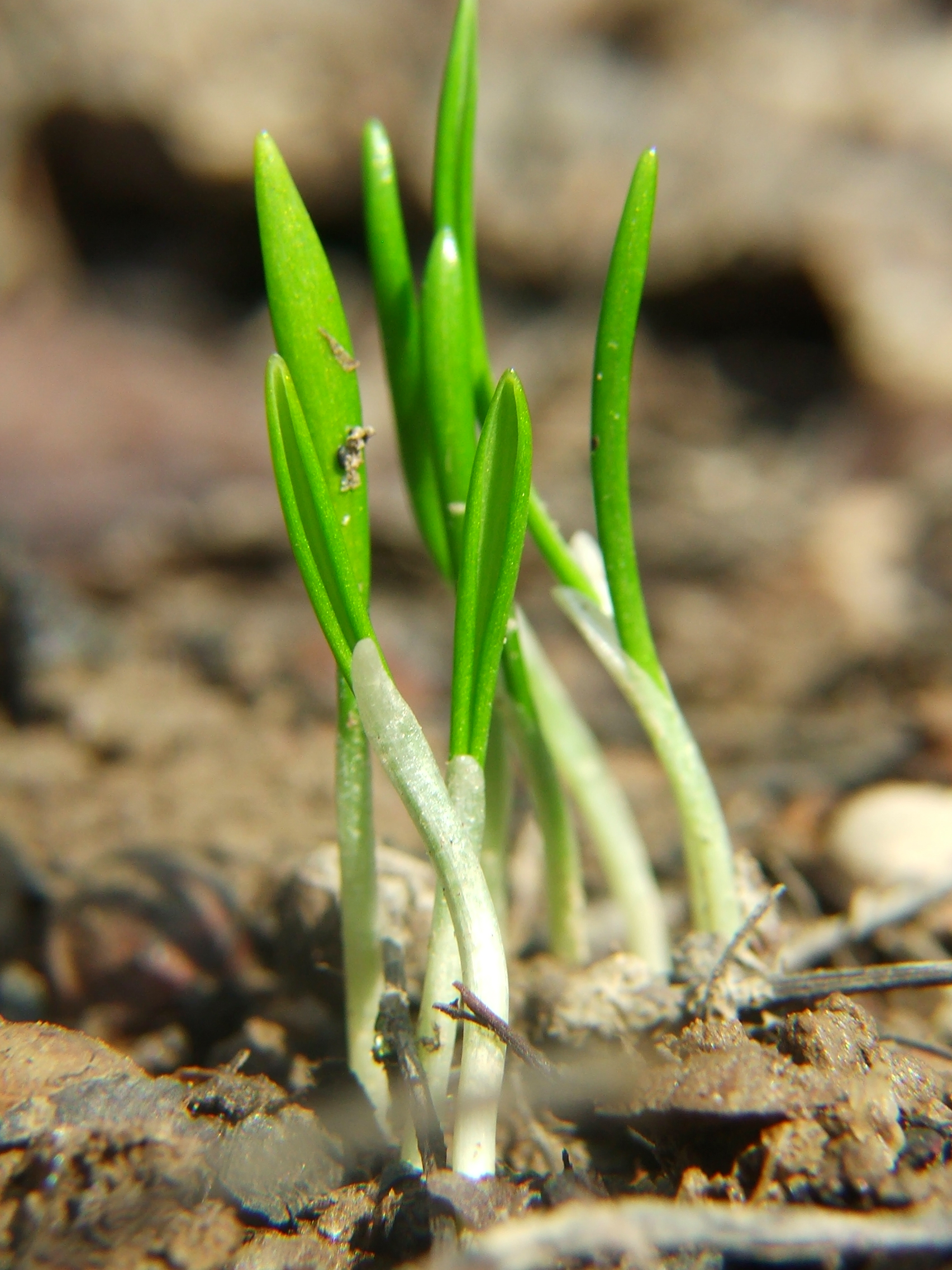
Молоді пагони
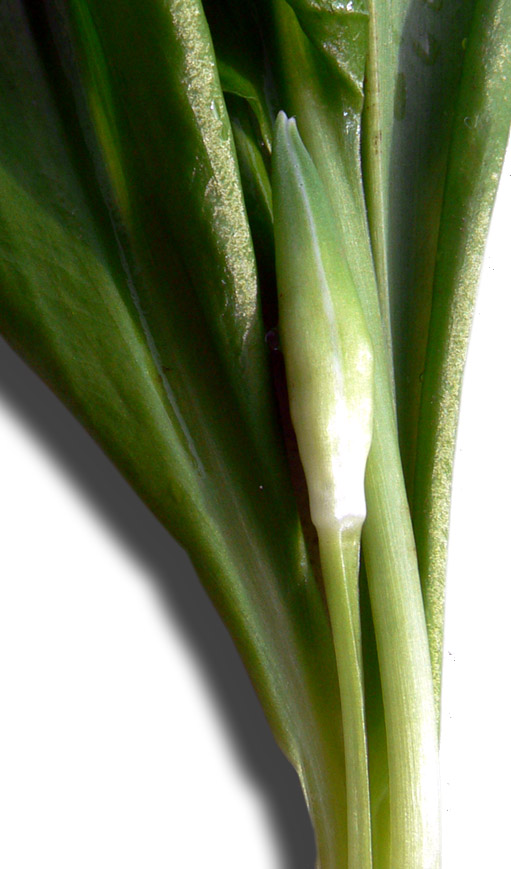
Бутон
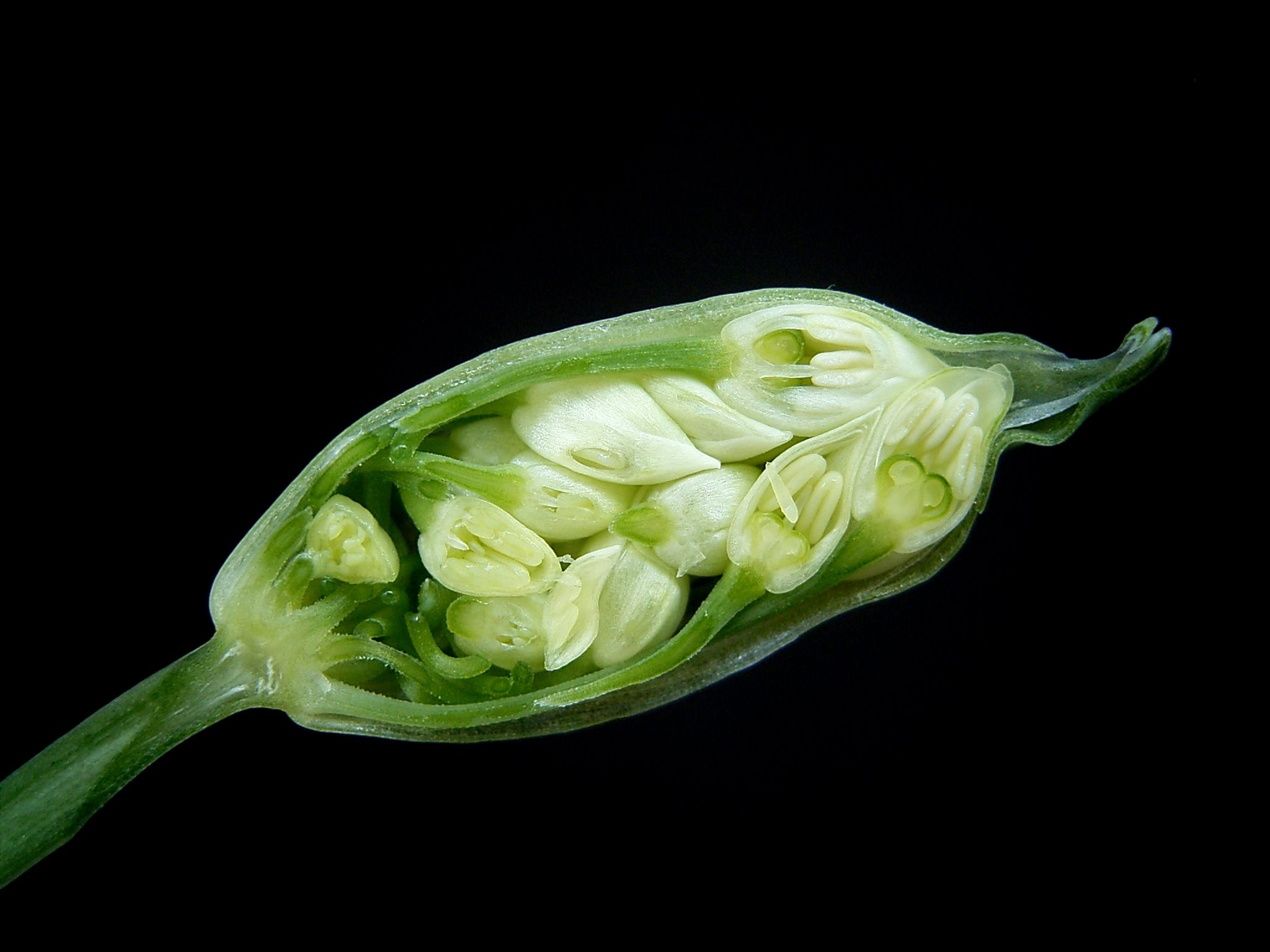
Бутони в розрізі
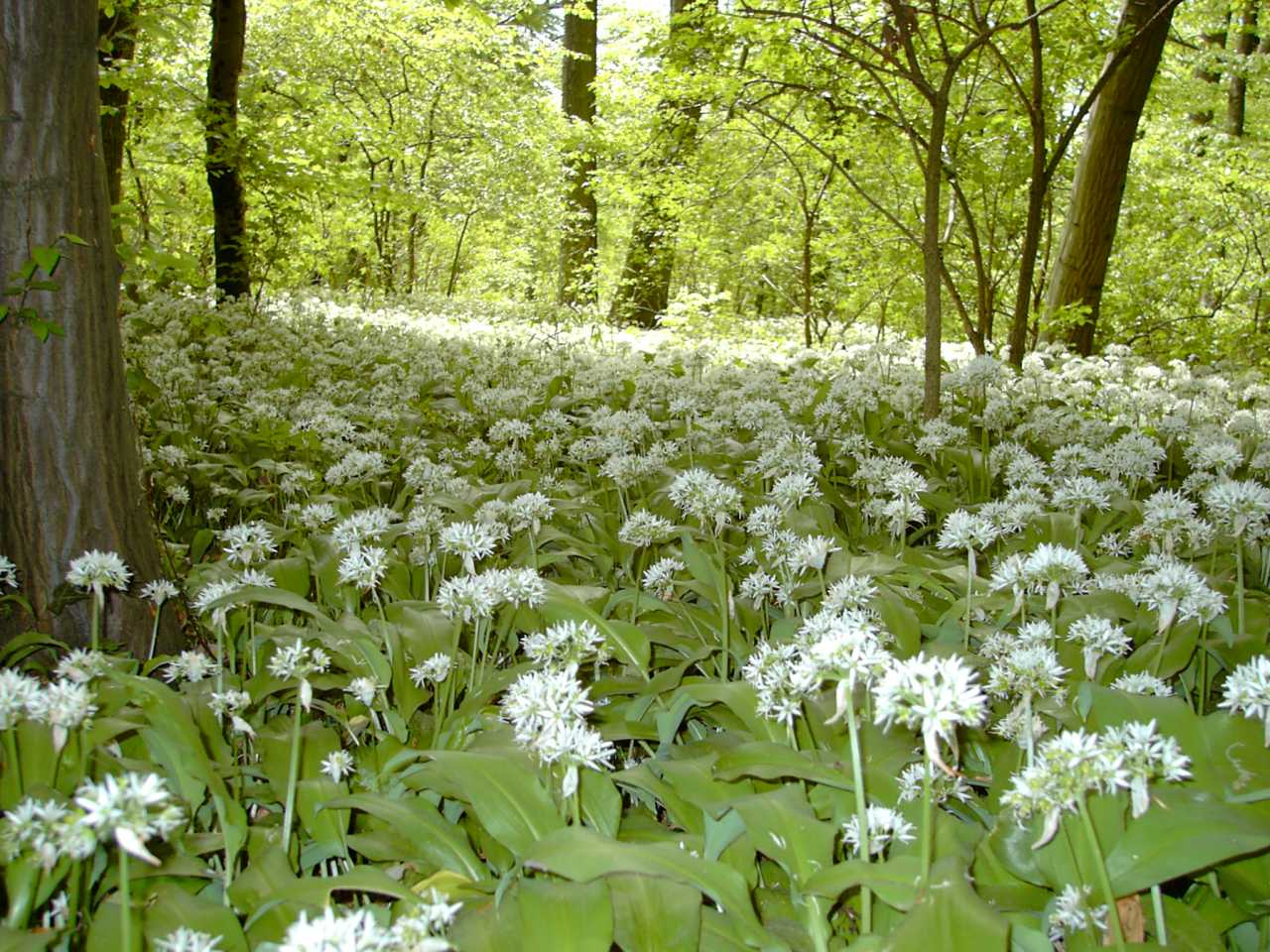
Цвітіння черемші
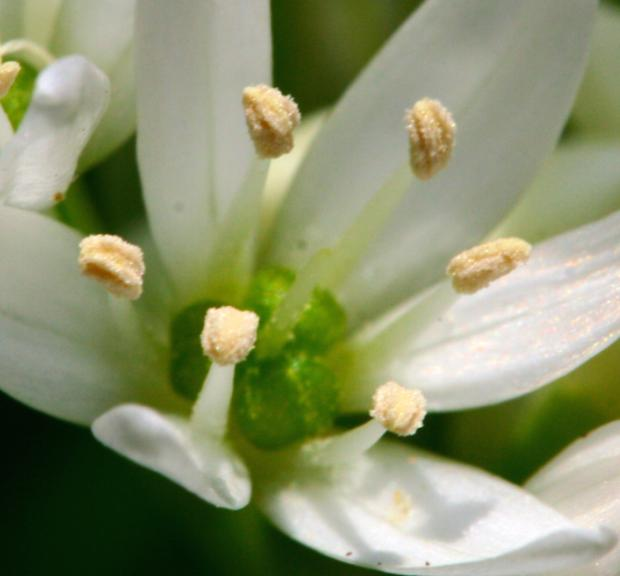
Квітка великим планом
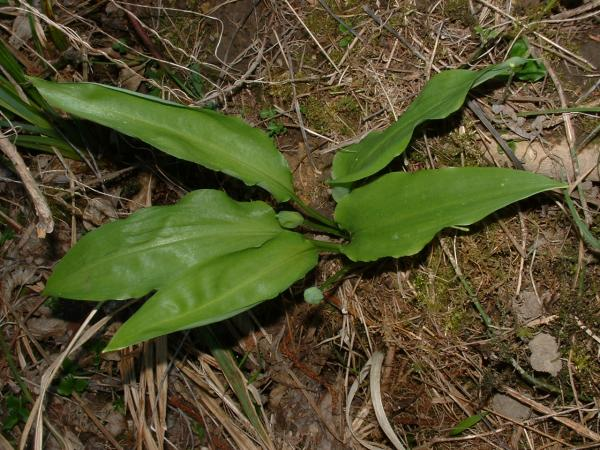
Рослина до цвітіння
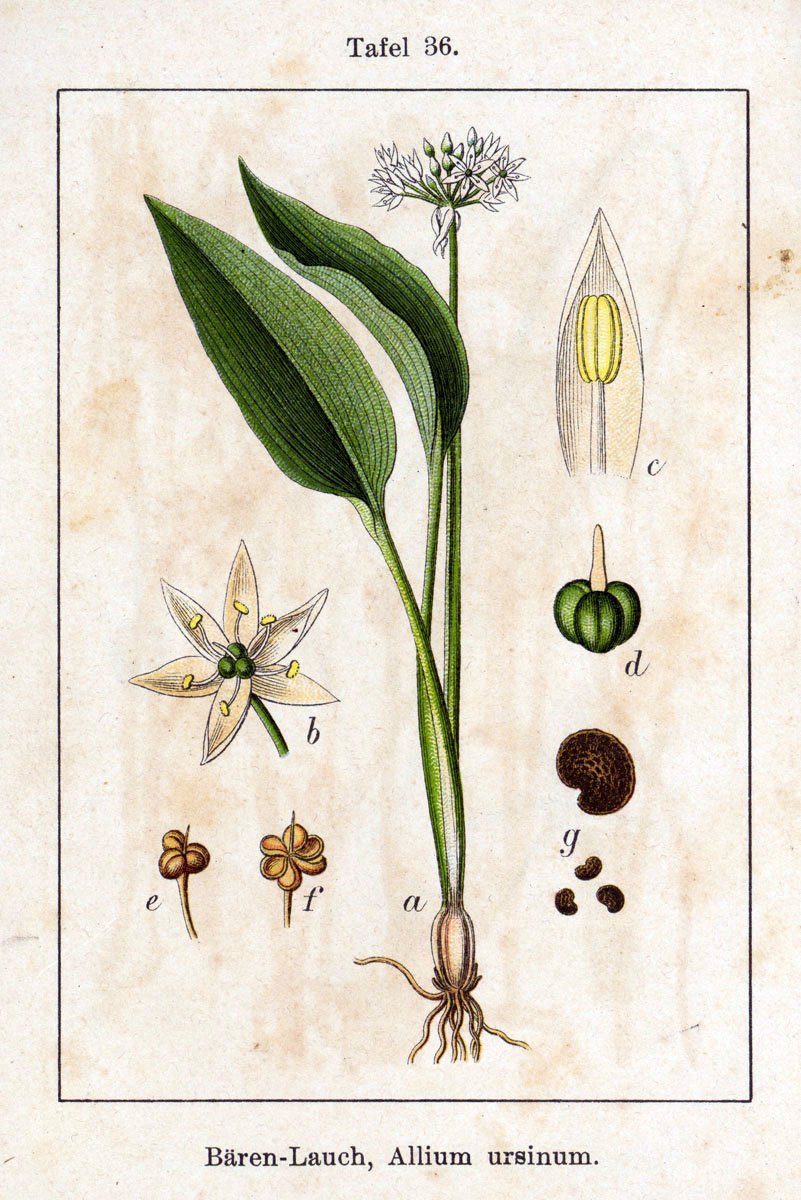
Ілюстрація